# Antonio Bettoni
Antonio Bettoni (Ospitaletto, 5 settembre 1937 – Foggia, 10 giugno 2013) è stato un calciatore italiano, di ruolo mediano, libero.
È morto nel 2013 all'età di 75 anni.

## Carriera
Crebbe nel Saronno in IV Serie per passare, nel 1959, in Serie C all'Ancona.
Dotato di notevole potenza e di buona tecnica, nel 1961 viene acquistato dalla SPAL di Paolo Mazza. Esordì in Serie A il 13 settembre di quell'anno con un pareggio interno contro il Lecco in un campionato iniziato ad agosto per favorire la Nazionale impegnata ai Campionati mondiali di calcio del 1962 e condotta proprio da Mazza. Dopo una serie di risultati negativi della SPAL, di cui Bettoni, partito titolare, ne fece le spese assieme a Angelo Montenovo, Mazza lo cedette a novembre alla Lucchese in Serie B.
Nel 1962 raggiunse gli ex spallini Ambrogio Valadè, Roberto Oltramari e Giuseppe Bortolotti nel Foggia di Oronzo Pugliese con cui, l'anno successivo, venne promosso in Serie A. Tornato nella massima serie - e ritrovando l'altro ex spallino Dante Micheli. - Storica la vittoria per 3-2 (31/01/1965) del Foggia sull'Inter campione del mondo. Bettoni giocò a Foggia tra Serie A e Serie B sei campionati sino al 1968, anno in cui abbandonò il calcio professionistico.
In carriera ha totalizzato complessivamente 82 presenze in Serie A e 68 presenze ed una rete in Serie B.